# Macrourus whitsoni
Macrourus whitsoni es una especie de pez de la familia Macrouridae en el orden de los Gadiformes.

## Morfología
• Los machos pueden llegar alcanzar los 75 cm de longitud total.

## Alimentación
Come crustáceos (principalmente eufausiáceos), poliqueto  y peces (gonostomátidae).

## Hábitat
Es un pez de aguas profundas que vive entre 400-3185 m de profundidad aunque, normalmente, lo hace entre 600-1500 m.

## Distribución geográfica
Se encuentra en el Océano Antártico.